# آدام بدل
آدام بدل (انگلیسی: Adam Bedell؛ زادهٔ ۱ دسامبر ۱۹۹۱) بازیکن فوتبال اهل ایالات متحده آمریکا است.
از باشگاه‌هایی که در آن بازی کرده‌است می‌توان به باشگاه فوتبال اورلاندو سیتی و کلمبوس کرو اشاره کرد.